# Proctocera vittata
Proctocera vittata är en skalbaggsart som beskrevs av Aurivillius 1913. Proctocera vittata ingår i släktet Proctocera och familjen långhorningar.
Artens utbredningsområde är Liberia. Inga underarter finns listade i Catalogue of Life.